# سیدنی کلایو
سیدنی کلایو (انگلیسی: Sidney Clive؛ ۱۶ ژوئیه ۱۸۷۴ – ۷ اکتبر ۱۹۵۹) فرد نظامی اهل بریتانیا بود. وی همچنین برندهٔ جوایزی همچون نشان سلطنتی ویکتوریایی و نشان حمام شده‌است.